# James Waldegrave

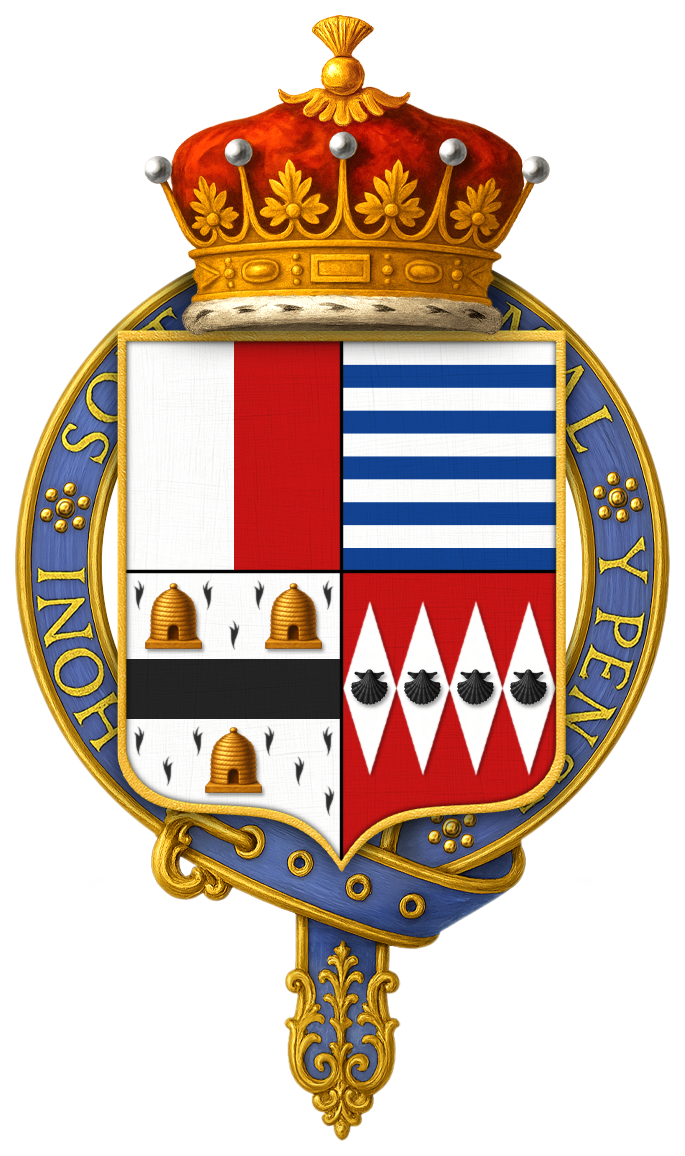
Escudo de armas de James Waldegrave, 1 Conde Waldegrave, KG, PC.

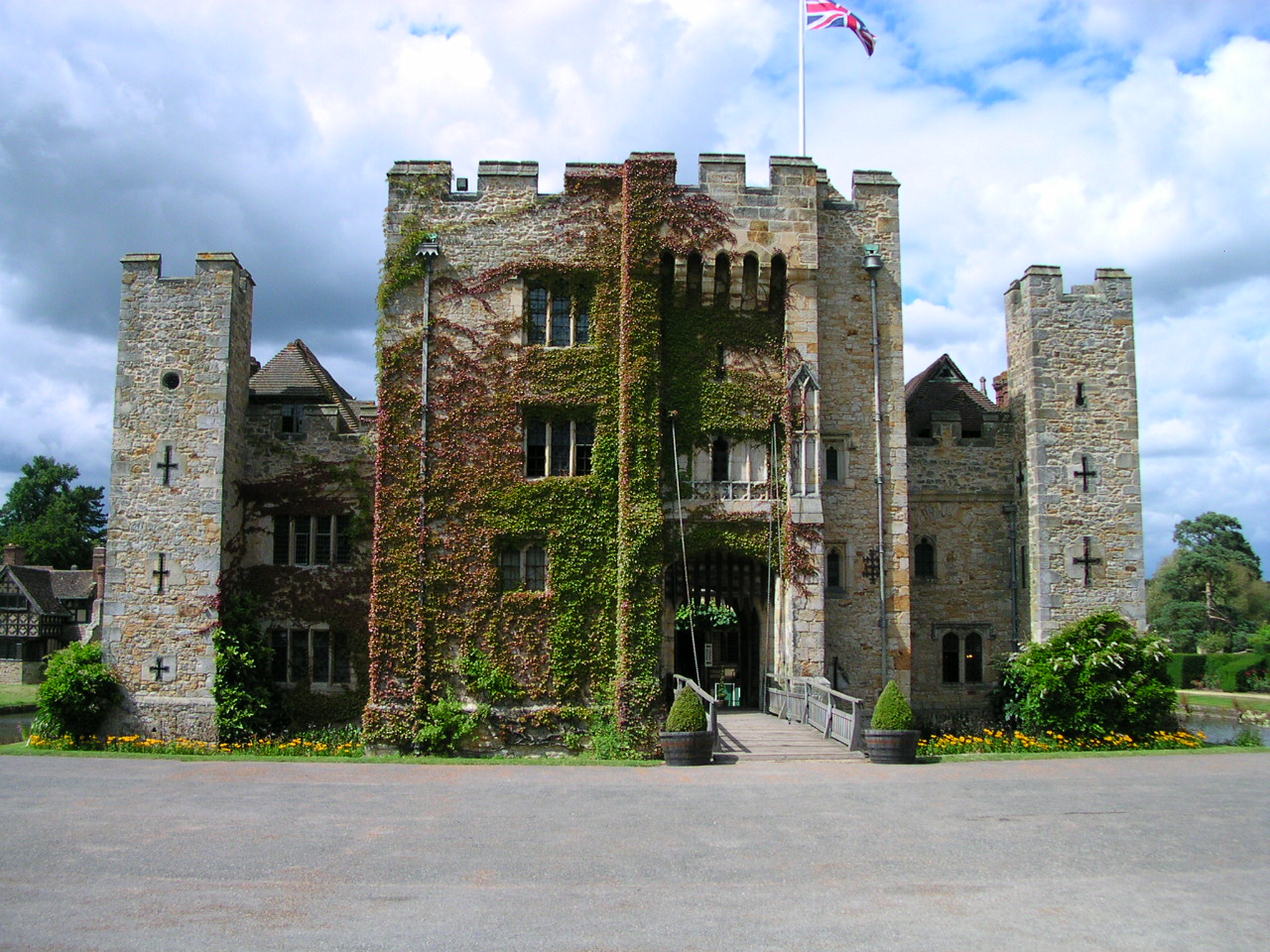
El Castillo de Hever (Kent), la principal residencia familiar en los años 1557-1715.

James Waldegrave, primer Conde de Waldegrave, KG, PC (1684-11 de abril de 1741), fue un diplomático británico que se desempeñó como embajador en Austria y Francia.

## Vida
Waldegrave era hijo de Henry, el primer barón Waldegrave y Henrietta FitzJames, la hija ilegítima de Jacobo II y Arabella Churchill. Educado en Francia, Waldegrave heredó el título de su padre en 1690.

### Matrimonio e hijos
El 20 de mayo de 1714 se casó con Mary Webb (que murió al dar a luz en 1719), una hija de Sir John Webb, tercer baronet y tuvieron tres hijos sobrevivientes:
- James Waldegrave, segundo conde de Waldegrave (1715-1763).
- John Waldegrave, tercer conde de Waldegrave (1718-1784).
- Lady Henrietta Waldegrave (1717-1753), se casó en primer lugar con Lord Edward Herbert, un hijo del segundo marqués de Powis y tuvo descendencia; se casó en segundo lugar con John Beard (cantante de Covent Garden).

Después de la muerte de su esposa, se convirtió del catolicismo romano (la religión en la que se crio) al anglicanismo para ocupar su asiento en la Cámara de los Lores. Fue brevemente Señor de la alcoba en 1723 y nuevamente de 1730 a 1741. Fue embajador extraordinario en Francia en 1725 y embajador en Austria de 1727 a 1730. Luego sucedió a Horatio Walpole como embajador en Francia de 1730 a 1740. Durante su mandato como embajador en Francia, todavía pasó suficiente tiempo en Londres para ser uno de los gobernadores fundadores de la nueva organización benéfica allí, conocida como el Foundling Hospital (creado en 1739). En 1729, había sido creado Conde Waldegrave y a su muerte en 1741, fue sucedido por su hijo mayor, James.
Sir James heredó el Castillo de Hever en Kent, que había permanecido en la familia Waldegrave durante 160 años (1557-1715). Anteriormente perteneció a la Familia Bolena (Ana Bolena, la segunda esposa de Enrique VIII) pasó su infancia aquí. El título de Barón se derivó de este lugar, otorgado a la familia en 1643.
Se consideró demasiado pequeño para Sir James y lo vendió a principios del siglo XVIII (1715) a Sir William Humfreys, alcalde de Londres (1714).
Luego hizo construir dos nuevas residencias, Navestock New Hall (Essex) y Chewton House (Somerset), que, a diferencia del castillo medieval de Hever, cumplió los requisitos para las mansiones representativas de una familia ambiciosa en el siglo XVIII.